# Бельсько-Бяла
Бельсько-Бя́ла (пол. Bielsko-Biała, нім. Bielitz-Biala, чеськ. Bílsko-Bělá, сіл. Biylsko-Biołŏ) — місто на півдні Польщі, на річці Бяла. Найбільше місто Бельської агломерації.
Перші згадки про місто Бельсько датовані 1312 роком. У 1951 році міста Бельсько і Бяла Краковська (міський статус з 1723 роки) були об'єднані. При цьому місто Бельсько входило до складу Сілезії, а Бяла — до складу Малопольщі.

## Історія

### Історія Бельсько-Бяли

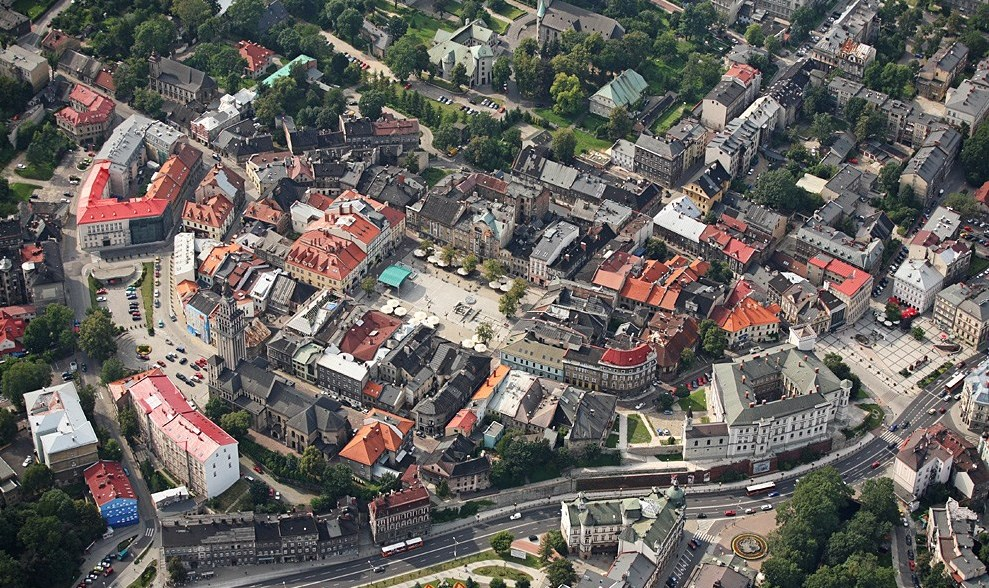
Панорама Старого Міста

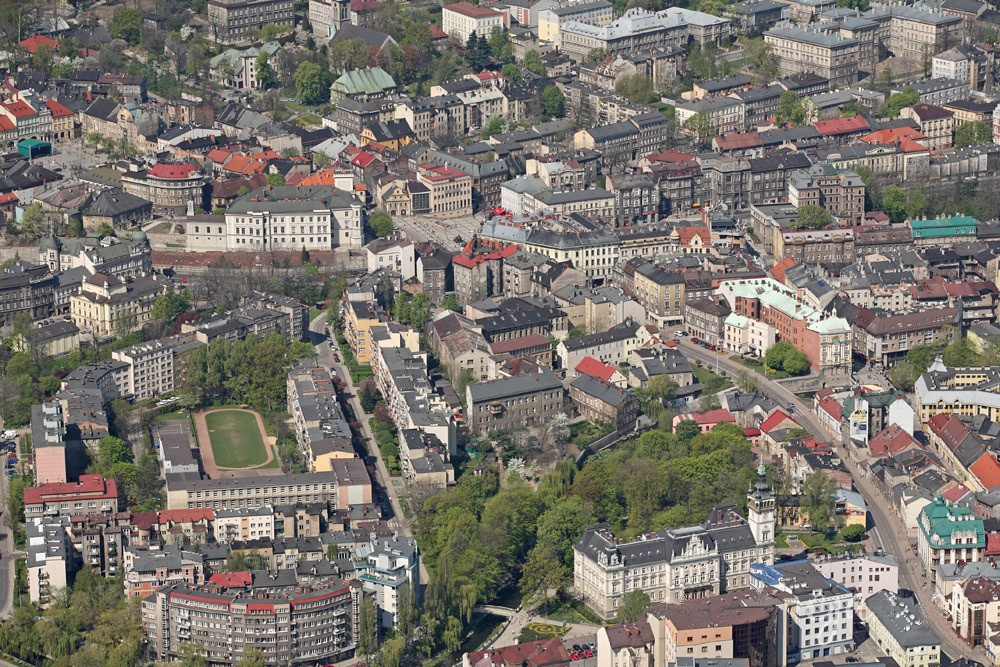
Більсько-Бяла з польоту літака

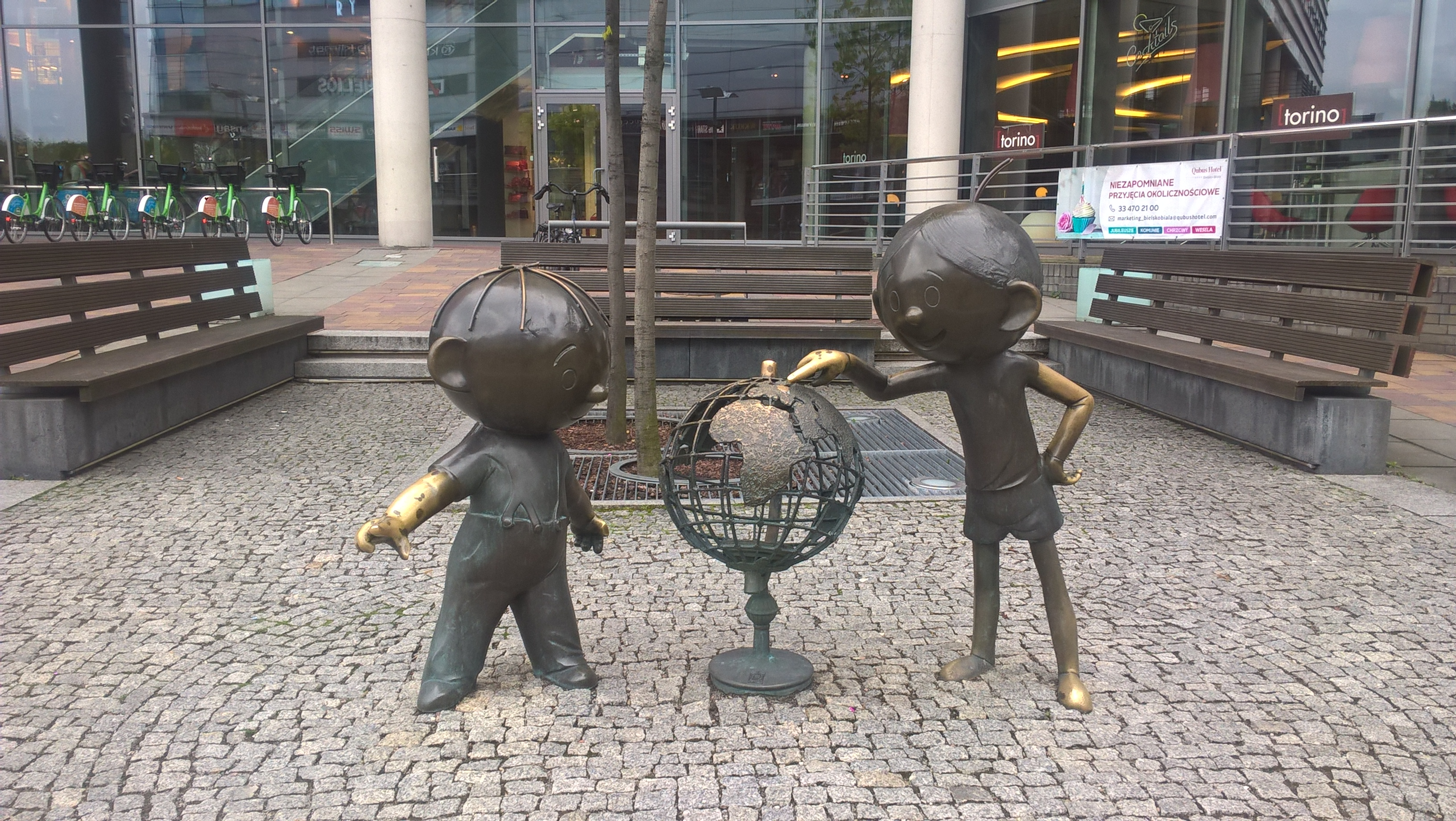
Пам'ятник Болеку та Льолеку

1 січня 1951 року Біла Краківська була об'єднана з Бєльсько в одне місто Бєльско-Біла. У 1952 році було ліквідовано Польський будинок праці, заснований за часів Австрійської Польщі. 25 листопада 1956 року в Бельсько-Бялій почали друкувати тижневик Хроніка Бескидів, які до 1989 року видавалася органом Робітничої об'єднаної партії (PZPR), а з 4 січня 1990 року незалежне періодичне видання. У 1957 році у Бельсько-Бяла  було засновано Товариство землевласників. У 1969 році побудувався ляльковий павільйон на місці зруйнованої синагоги напроти театру, а з 1975 року — галерея сучасного мистецтва BWA в якому проводилися фестивалі такі як Тиждень культури Бескидів чи Бельська осінь.
Під час польської кризи 1968 року мер міста Мечислав Мочар звинуватив у розпалюванні студентських протестів «сіоністів», і зажадав їхнього вигнання до Ізраїлю. Він наголошував на єврейському походженні головних винуватців протестів у Варшавському університеті. Згідно з його словами, боротьба з сіонізмом не мала нічого спільного з антисемітизмом. У результаті цієї кампанії кількість євреїв у Бельсько-Бялій скоротилася з 456 до 50 осіб, які продовжували асоціювали себе з релігійною громадою. 
У 1971 році було ліквідовано трамвайні лінії, вирішивши таким чином розширити рух громадського транспорту, що мав базуватися тільки на автобусах. У 1970—1980 роках розпочалося будівництво багатоповерхівок. 
У 1971 році було створено Завод Малолітражних Автомобілів на підставі угоди між польською компанією «FSO» і «Fiat» для виробництва за ліцензією польської версії «Fiat 126» під маркою «Polski Fiat 126p» на базі невеликого заводу з виробництва мотопомп «Polmo». «Fiat 126p» став найпопулярнішим польським автомобілем та отримав через свою невелику габаритність прізвисько «малюк» (пол. Maluch). З 1972 р по 1983 р підприємство випускало також автомобілі «FSO Syrena», виробництво яких було передано із заводу «FSO» у Варшаві. Для розширення виробництва польських фіатів в 1975 році побудований новий завод в Тихах, а на заводі у Бельсько-Бялій залишилося виробництво двигунів. У 1991 році компанія була приватизована і отримала назву «Fiat Auto Poland».
 У 1975—1998 роках місто було адміністративним центром Бельського воєводства. 
Економічна криза після 1989 року позначилися на промислових районах міста. Найбільш постраждала текстильна промисловість, яка майже зникла з Бельсько-Бяли. У 2001 році на базі Бельської філії політехнічного університету в Лодзі відкрилися гуманітарний та політехнічний факультативи. У 2001—2009 роках на місці зруйнованих текстильних заводів «Lenko» та «Finex» було збудовано торгівельно-розважальний центр «Galeria Sfera». 
З 1 січня 1999 року після нової адміністративної реформи, Бельсько-Бяла увійшла до складу Сілезького воєводства. У 2018 році на місцевих виборах переміг Ярослав Клімашевський, який нині очолює уряд в Бельсько-Бялій.

## Демографія
Демографічна структура станом на 31 березня 2011 року:
|          | Загалом | Допрацездатний вік | Працездатний вік | Постпрацездатний вік |
| -------- | ------- | ------------------ | ---------------- | -------------------- |
| Чоловіки | 82307   | 15028              | 57267            | 10012                |
| Жінки    | 92227   | 14323              | 54663            | 23241                |
| Разом    | 174534  | 29351              | 111930           | 33253                |

## Культура
У місті розташована Студія мальованих фільмів, яка випустила мультсеріал «Болек і Льолек».

## Економіка
Наприкінці 2021 року в Бельсько-Бялі було зареєстровано 27 799 суб'єктів національної економіки, з яких більшість (96,13%) становили суб'єкти приватного сектора. Більшість фірм (26 619) — це малі підприємства, що наймають до 9 працівників, а лише три фірми мали понад тисячу працівників. Галузева структура фірм у місті виглядала так:
- гуртовий і роздрібна торгівля – 25%
- професійна, наукова і технічна діяльність – 14%
- будівництво – 12%
- промислове виробництво – 10%
- управління нерухомістю – 7%
- охорона здоров'я та соціальна допомога – 7%
- інша діяльність – 7%
- транспорт і складське господарство – 6%
- освіта – 5%
- фінанси та страхування – 4%
- розміщення та харчування – 3%

Рівень безробіття в Бельсько-Бялі наприкінці 2021 року становив 2,2%, що було нижче за середній показник по країні та воєводстві. Коефіцієнт зайнятості становив 458 осіб на 1000 жителів, а середня місячна брутто заробітна плата в місті становила 5789,65 злотих, що відповідає 96,5% середньої брутто зарплати по країні. Найвищі зарплати отримували працівники у секторі інформації та комунікацій (в середньому 7442 злотих брутто). Місто характеризувалося позитивним сальдо наїздів на роботу – 24 302 особи приїжджали на роботу з-за меж гміни, а 4700 мешканців працювали в інших містах. Провідними секторами зайнятості були промисловість і будівництво (42,9%), послуги (21,3%), фінансовий сектор (2,3%) та сільське господарство (0,9%).

## Спорт

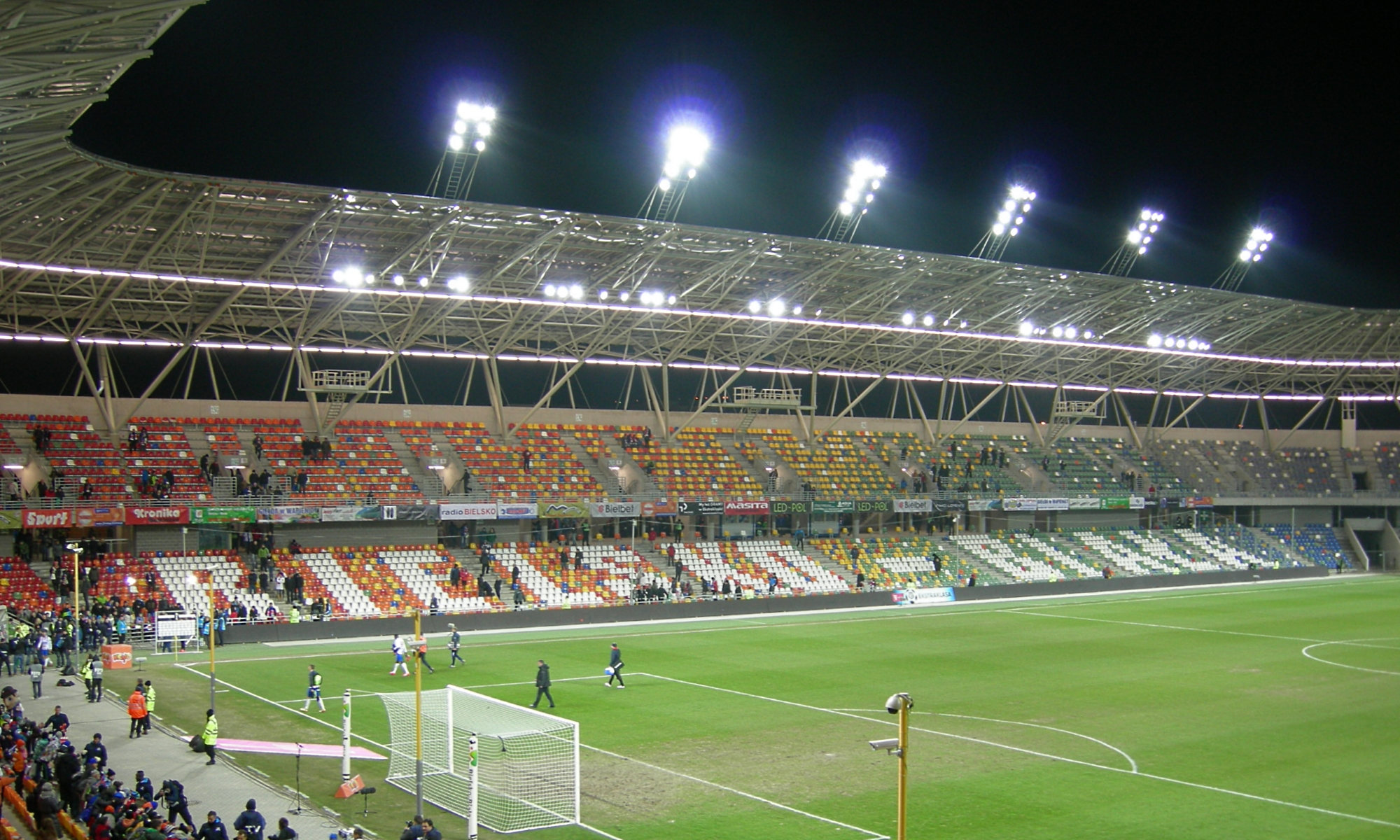
Міський стадіон, 2015 рік

У 2022 році в Бельсько-Бялі зареєстровано 71 спортивний клуб та союз, а також 68 учнівських, парафіяльних та інших клубів, що не ведуть господарську діяльність. Найбільш відомі клуби — Подбескідзе Бельсько-Бяла (TSP) та BKS Stal Bielsko-Biała.
BKS Stal, заснований у 1927 році, має чоловічу футбольну команду та титуловану жіночу волейбольну секцію. 
Інші відомі клуби — BBTS Bielsko-Biała (чоловічий волейбол) та Rekord Bielsko-Biała (футзал і футбол).

## Відомі люди

### Уродженці
- Рафал Антонєвський (* 1980) — польський шахіст, гросмейстер.
- Богдан Смолень (1947—2016) — польський комедійний актор
- Еріх Кольбенгаєр (1852-1927) — радник уряду, будівельний радник, архітектор, інженер, директор ц. к. Державної промислової школи у Чернівцях, професор, збирач буковинської селянської вишивки.

### Померли
- Зофія Коссак-Щуцька (1889—1968) — польська письменниця.
- Еріх Кольбенгаєр (1852-1927).